# Tommy Pool
Tommy Pool (n. 10 februarie 1935, Bowie⁠(d), Texas, SUA – d. 7 iulie 1990) a fost un trăgător de tir ce a reprezentat Statele Unite ale Americii, medaliat olimpic. A participat la o ediție a Jocurilor Olimpice (1964) în care a câștigat o medalie de bronz.

## Participări
Lista de mai jos prezintă principalele competiții la care a participat Tommy Pool de-a lungul carierei.
- shooting at the 1964 Summer Olympics – men's 50 metre rifle, prone[*]